# Challenger de Sarasota 2023
El torneo Sarasota Open 2023, denominado por razones de patrocinio Elizabeth Moore Sarasota Open fue un torneo de tenis perteneció al ATP Challenger Tour 2023 en la categoría Challenger 125. Se trató de la 13ª edición; el torneo tuvo lugar en la ciudad de Sarasota (Estados Unidos), desde el 10 hasta el 16 de abril de 2023 sobre pista de tierra batida (verde) al aire libre.

## Jugadores participantes del cuadro de individuales
| Favorito | País                                  | Jugador               | Rank1 | Posición en el torneo |
| -------- | ------------------------------------- | --------------------- | ----- | --------------------- |
| 1        | Bandera de Australia                  | Jason Kubler          | 71    | Cuartos de final      |
| 2        | Bandera de la República Popular China | Zhizhen Zhang         | 93    | Segunda ronda         |
| 3        | Bandera de Colombia                   | Daniel Elahi Galán    | 94    | FINAL                 |
| 4        | Bandera de Ecuador                    | Emilio Gómez          | 99    | Primera ronda         |
| 5        | Bandera de Alemania                   | Daniel Altmaier       | 108   | CAMPEÓN               |
| 6        | Bandera de Bolivia                    | Hugo Dellien          | 112   | Baja                  |
| 7        | Bandera de Argentina                  | Juan Manuel Cerúndolo | 119   | Primera ronda         |
| 8        | Bandera de los Países Bajos           | Gijs Brouwer          | 161   | Primera ronda         |

- 1 Se ha tomado en cuenta el ranking del 3 de abril de 2023.

### Otros participantes
Los siguientes jugadores recibieron una invitación (wild card), por lo tanto ingresan directamente al cuadro principal (WC):
- Bjorn Fratangelo
- Christian Harrison
- Toby Kodat

Los siguientes jugadores ingresan al cuadro principal tras disputar el cuadro clasificatorio (Q):
- Mateus Alves
- Tristan Boyer
- Martin Damm
- Dmitry Popko
- Luca Potenza
- Alex Rybakov

## Campeones

### Individual Masculino
- Daniel Altmaier derrotó en la final a  Daniel Elahi Galán, 7–6(1), 6–1

### Dobles Masculino
- Julian Cash /  Henry Patten derrotaron en la final a  Guido Andreozzi /  Guillermo Durán, 7–6(4), 6–4